# Karabin VG 1-5
Volkssturmgewehr 1-5 (Versuchs-Gerät 1-5) – niemiecki karabin samopowtarzalny opracowany pod koniec II wojny światowej dla oddziałów Volkssturmu.
Utworzone we wrześniu 1944 roku oddziały Volkssturmu były początkowo uzbrajane w broń zdobyczną lub przestarzałą broń wycofaną z jednostek liniowych Wehrmachtu, lecz zdawano sobie sprawę, że jest to rozwiązanie tymczasowe ze względu na ograniczoną ilość broni i amunicji pochodzącej z tych źródeł. Docelowym rozwiązaniem miało być uzbrajanie żołnierzy Volkssturmu w broń opracowaną w ramach Primitiv-Waffen-Programm.
Jedną z broni opracowanych w ramach tego programu był karabin VG 1-5. Został on opracowany w 1943 w zakładach Gustloff-Werke przez inż. Barnitzkego.
Była to prosta, tania w produkcji broń działająca na zasadzie odrzutu zamka półswobodnego. Zasilana była nabojem pośrednim 7,92 × 33 mm Kurz ze standardowych 30-nabojowych magazynków karabinu szturmowego StG 44. Choć nabój ten był projektowany dla broni samoczynnej (strzelającej seriami), karabin VG 1-5 był samopowtarzalny (mógł strzelać tylko ogniem pojedynczym). Uzbrajając Volkssturm w broń samopowtarzalną, a nie samoczynną, chciano uniknąć marnowania amunicji przez słabo wyszkolonych żołnierzy.
Produkcję rozpoczęto w końcowych miesiącach 1944 roku, a pierwsze egzemplarze dostarczono w styczniu 1945 r. Do końca wojny zdołano wyprodukować od 4 do 10 tys. karabinów VG 1-5.

## Galeria

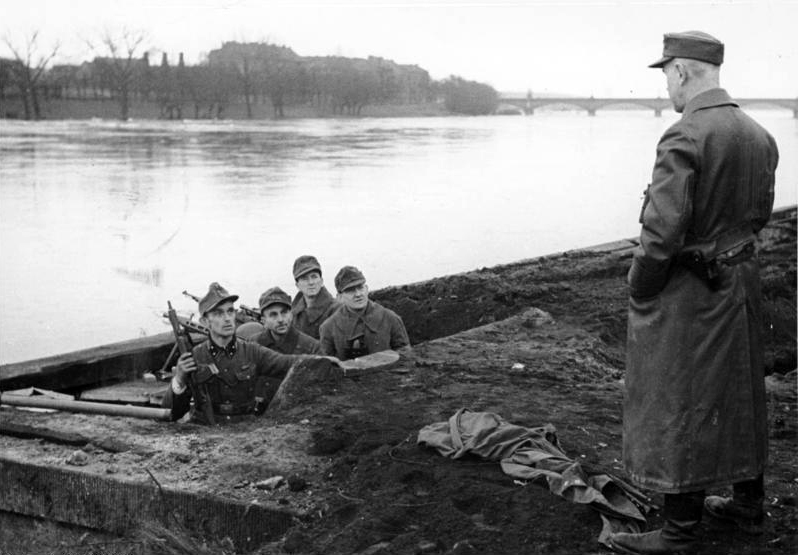
Stanowisko Volkssturmu na linii Odry. Żołnierz z lewej strony uzbrojony jest w VG 1-5
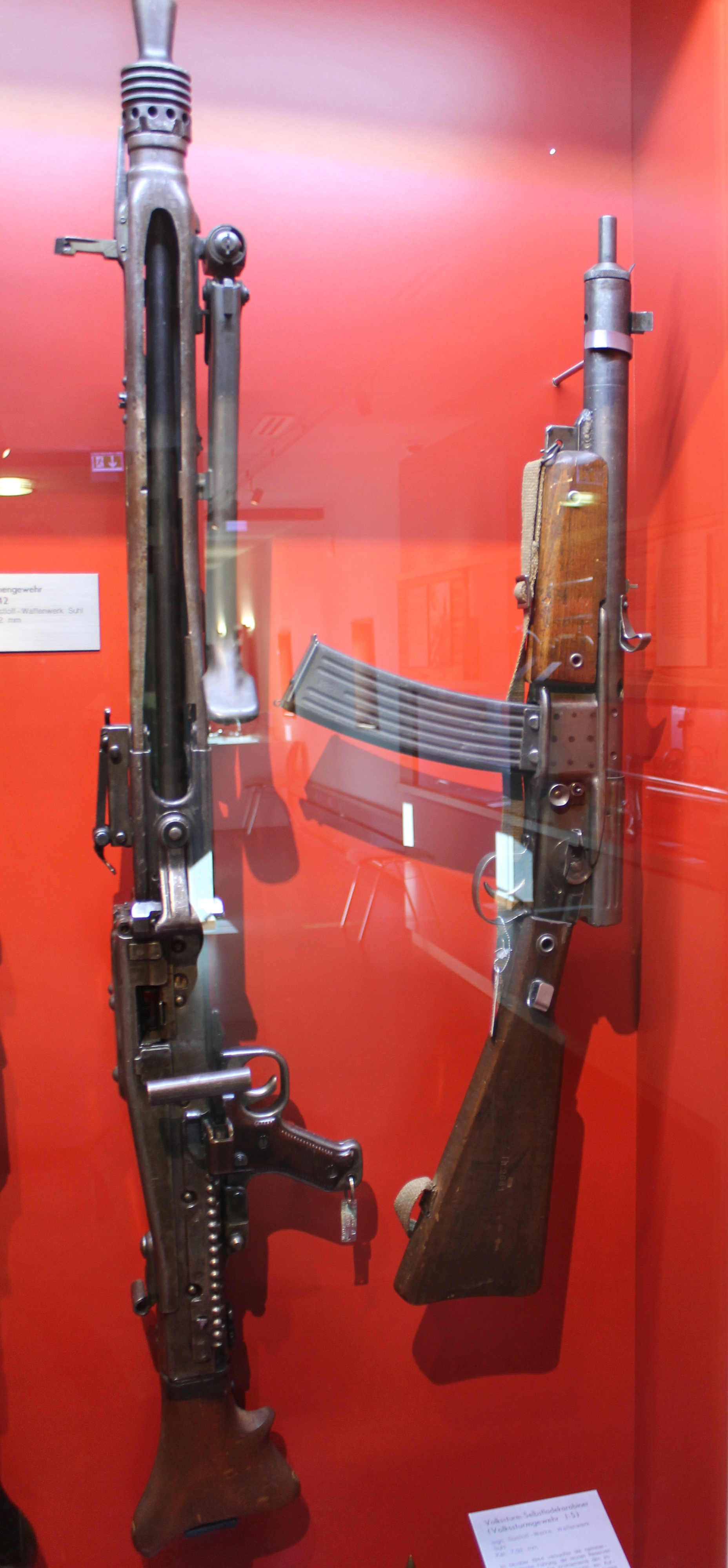
VG 1-5 obok MG 42